# Congress Center Villach

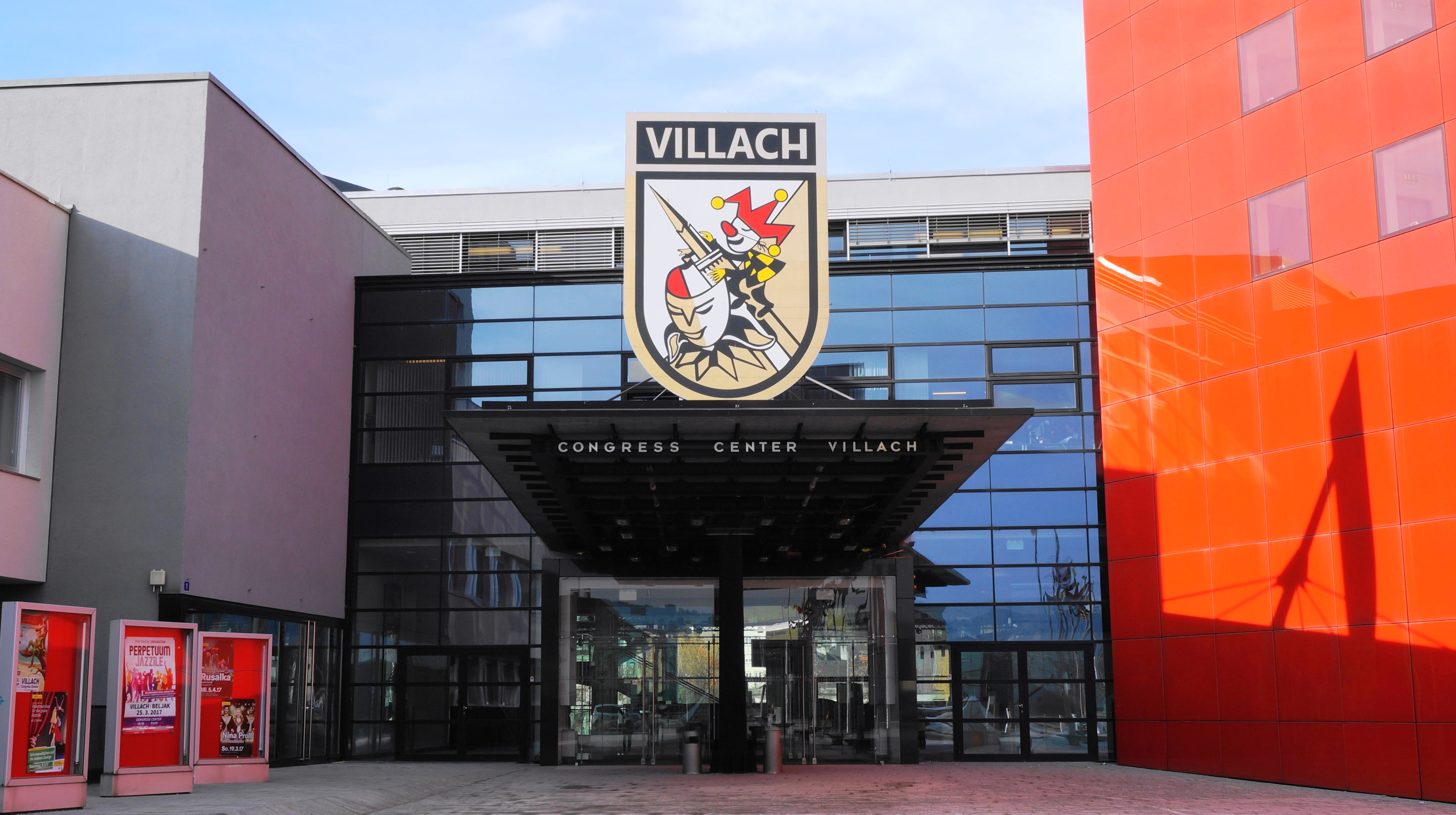
Eingangsportal des Congress Centers Villach

Das Congress Center Villach (CCV; früher: Kongresshaus) ist ein Veranstaltungskomplex in der österreichischen Stadt Villach in Kärnten. Es wurde am 23. Oktober 1971 eröffnet. Die jährliche TV-Aufzeichnung des Villacher Faschings sowie Kinderfaschings findet im Congress Center Villach statt. Überdies ist es eine wichtige Spielstätte des Carinthischen Sommers.

## Räumlichkeiten
Das Congress Center Villach verfügt über neun Konferenzräume sowie eine Netto-Ausstellungsfläche von 1715 m² auf drei Ebenen. Als Gesamtkapazität werden rund 2000 Personen angegeben. 2019 zählte das CCV 108.356 Besucher.